# M70 (天体)
座標:  18h 43m 12.76s, −32° 17′ 31.6″
M70（NGC 6681）はいて座にある球状星団である。

## 概要
1781年に刊行されたメシエカタログ第2版の最後の天体である。1997年に広く観測されたヘール・ボップ彗星は、1995年7月23日にアラン・ヘールとトーマス・ボップがM70を観測中に偶然発見された。
双眼鏡では微かにまるく、小さい中心部が輝いている様子がわかる。口径10cmの望遠鏡で高倍率をかけると、中心部がぶつぶつしている様子が分かる。口径20cmでも見え方に大差はなく、口径30cmでは中心部に星がいくつか分離できるようになる。

## 観測史
1780年8月31日にシャルル・メシエによって、M69と同時に発見された。メシエは「星のない星雲でM69に先行する」と記したが、後にウィリアム・ハーシェルが星を分離して確認し、「M3のミニチュア」と記した。ジョン・ハーシェルは「大きく明るく、まるく中心部は周囲から次第に明るくなっている。星の光度は14～17等」とした。カミーユ・フラマリオンは「星団で北東にきれいな重星が飾られている。北北西に9等星が見える」とした。